# Andrij Jefremenko
Andrij Jefremenko (in ucraino Андрій Эфременко?; 9 aprile 1977) è un pentatleta ucraino.

## Palmarès
In carriera ha conseguito i seguenti risultati:
- Europei

Usti nad Labem 2002: bronzo nel pentathlon moderno staffetta a squadre.